# مهارات البقاء
اء (بالإنجليزية: Survival skills)‏ أو مهارات البقاء على قيد الحياة هي تقنيات تستخدم في الحالات الخطرة مثل الكوارث الطبيعية لإنقاذ النفس أو الأخرين. هذه التقنيات تهدف إلى توفير الحاجات الضرورية للحياة البشرية: الماء والغذاء والمأوى والمسكن والقدرة على التفكير بهدوء وإشارة طلب المساعدة والتنقل بأمان وعدم مواجهة الحيوانات والنباتات وعلاج أي إصابات. مهارات البقاء على قيد الحياة غالبا ما تكون أفكارا بسيطة استخدمها البشر منذ آلاف السنين.
مهارات البقاء هي استخدام لكل الامكانيات المتاحة في البيئة المحيطة من أجل البقاء على قيد الحياة. تسمى أيضاً ب: مهارات التعايش أو أساليب النجاة. تتنوع مهارات البقاء حسب المكان والظروف المحيطة وطبيعة الأشخاص، مهارات بقاء للحروب ومهارات بقاء للكوارث الكبرى ومهارات بقاء للأزمات داخل المدن وأشهرها هو مهارات البقاء للبرية، مثل: الغابات والجزر والبحار والصحاري والجبال والمستنقعات ... إلخ.
تطورت علوم مهارات البقاء في الفترة الأخيرة وأصبحت هامة جداً للحفاظ على أرواح الاشخاص وقت الخطر، وأصبح هناك تواجد لتعليمها وتدريبها في أماكن مختلفة في كل أنحاء العالم.
ومن أهم مستلزمات البقاء على قيد الحياة: سكين، أعواد كبريت أو قداحة، بوصلة وخريطة، ساعة يدوية، كشاف ومنظار، إسعافات أولية، حبال، معدات صيد السمك أو الحيوانات.

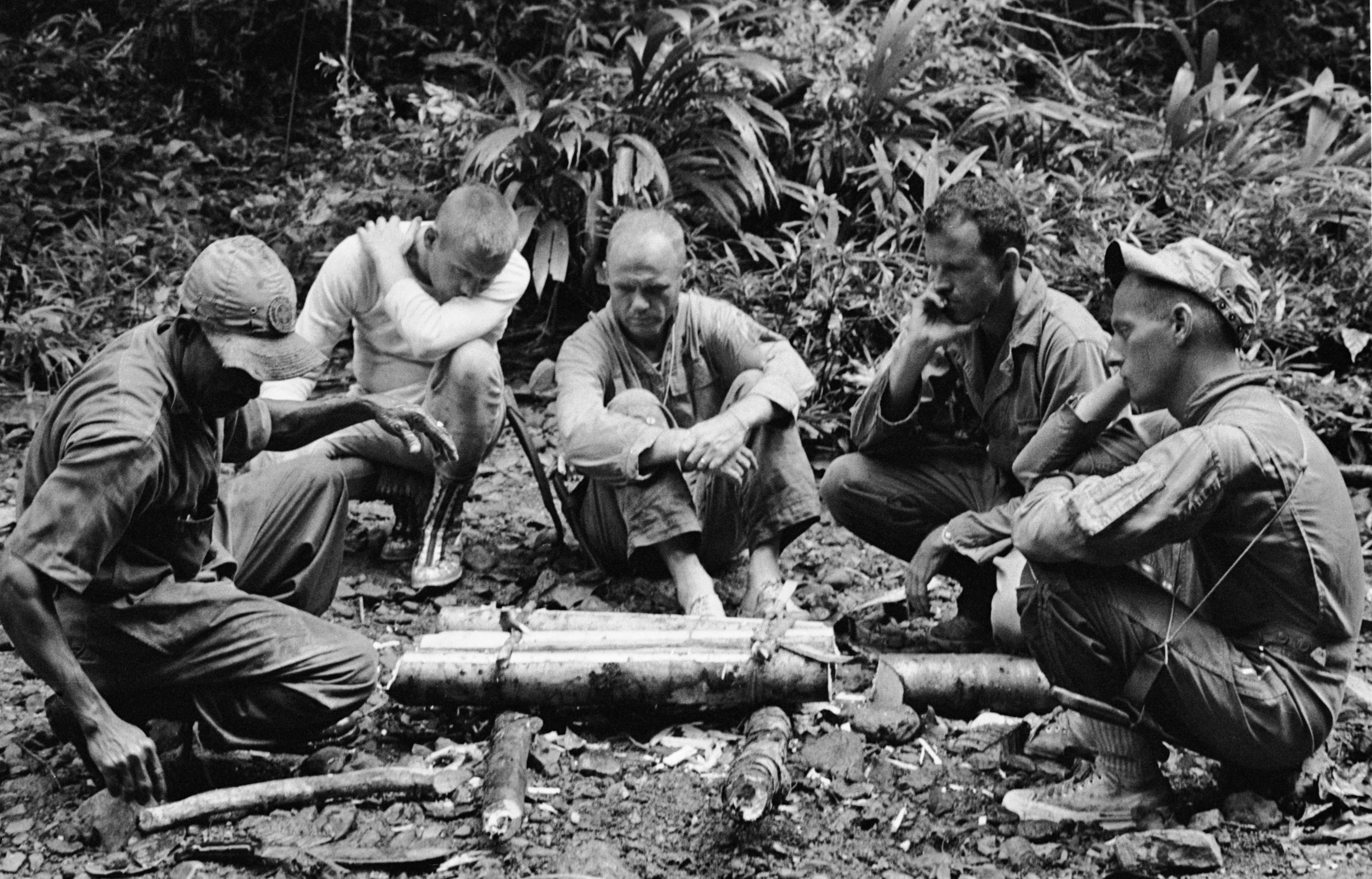

## روابط خارجية
- The Human Spirit in the Shadow of Death
- Survival على مشروع الدليل المفتوح
- U.S Army Field Manual 3-05.70 Survival

وسائط
- الفيلم القصير Aircrew Survival: Cold Land Survival متوفر للتحميل من موقع أرشيف الإنترنت [المزيد]
- الفيلم القصير Aircrew Survival: Hot Land Survival متوفر للتحميل من موقع أرشيف الإنترنت [المزيد]
- الفيلم القصير Aircrew Survival: Survival Kits, Rafts, Accessories متوفر للتحميل من موقع أرشيف الإنترنت [المزيد]
- الفيلم القصير Aircrew Survival: Survival Medicine متوفر للتحميل من موقع أرشيف الإنترنت [المزيد]
- الفيلم القصير Aircrew Survival: Surviving on Open Water متوفر للتحميل من موقع أرشيف الإنترنت [المزيد]
- الفيلم القصير Aircrew Survival: Survival Signalling متوفر للتحميل من موقع أرشيف الإنترنت [المزيد]
- الفيلم القصير Aircrew Survival: Tropical Survival متوفر للتحميل من موقع أرشيف الإنترنت [المزيد]
- الفيلم القصير Aircrew Survival: The Will to Survive متوفر للتحميل من موقع أرشيف الإنترنت [المزيد]